# Smart 1
Smart #1（研发代号HX11）是梅赛德斯-奔驰集团与吉利控股集团合资成立的智马达汽车推出的纯电动超小型跨界SUV，也是双方成立合资公司后推出的首款Smart车型。该车基于吉利SEA浩瀚架构平台，设计工作主要由奔驰承担，研发和生产则由吉利负责。

## 历史
2019年，吉利控股集团与戴姆勒宣布成立全球合资公司“智马达汽车有限公司”，全权负责Smart品牌的运营，推动品牌转型升级。合资公司成立前，Smart因多方面影响，销量持续下跌。根据计划，Smart纯电动车系列命名体系以“#”和数字为核心元素。

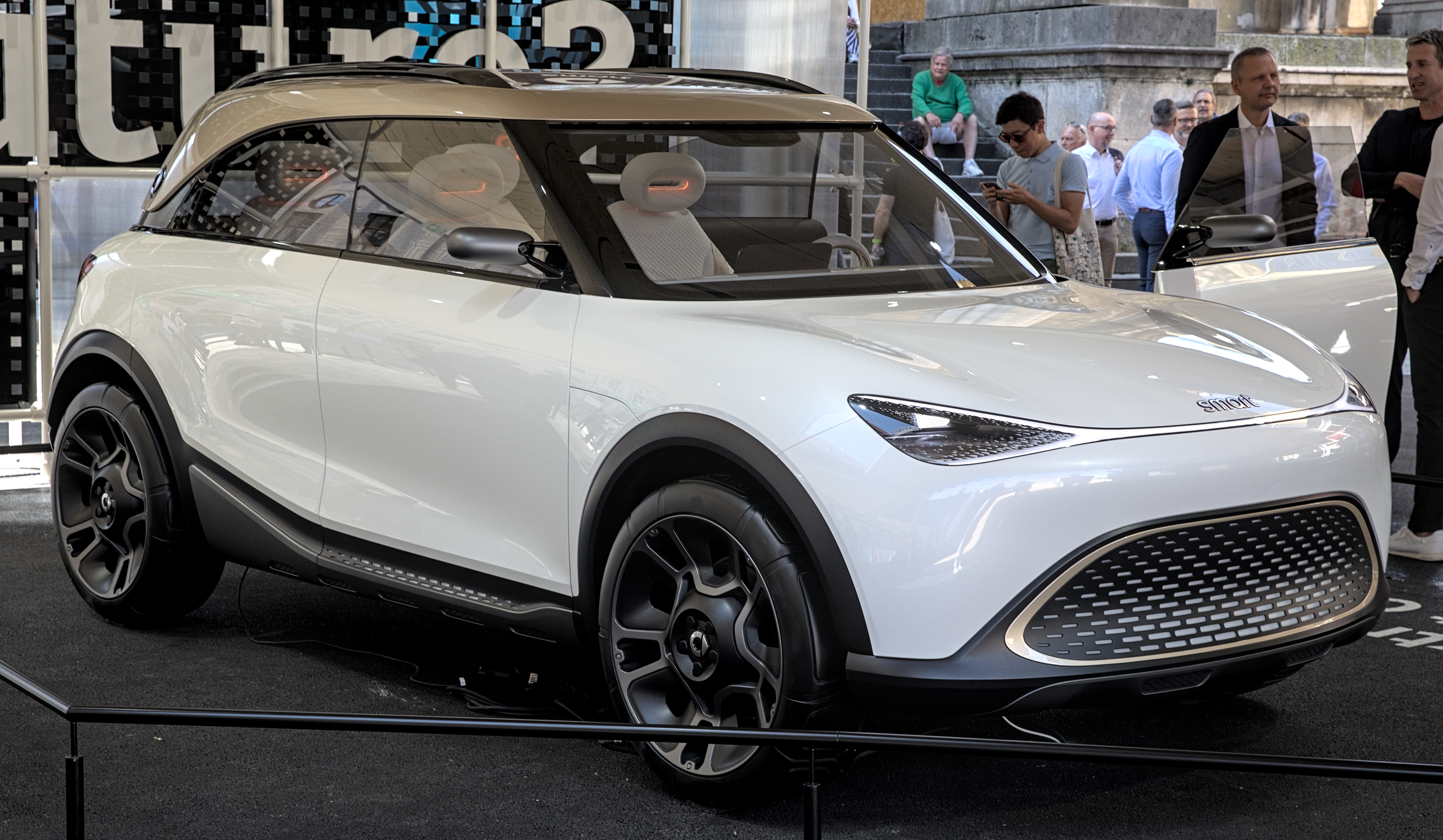
于2021年9月德国国际车展展出的#1概念车

精灵#1早于2021年9月德国国际车展展出其原型概念车。2022年2月，Smart宣布精灵#1已通过空气动力学和冬季极寒测试，4月7日正式公布该车外观照片。4月25日，精灵#1举行线上发布会，开始在中国大陆预售。欧洲市场方面，该车于2022年9月公布当地售价，2023年起开始陆续交付。
2024年4月，精灵#1在中国大陆推出升级版，起售价15.49万元人民币，较发布时降低2.41万元。

## 特征

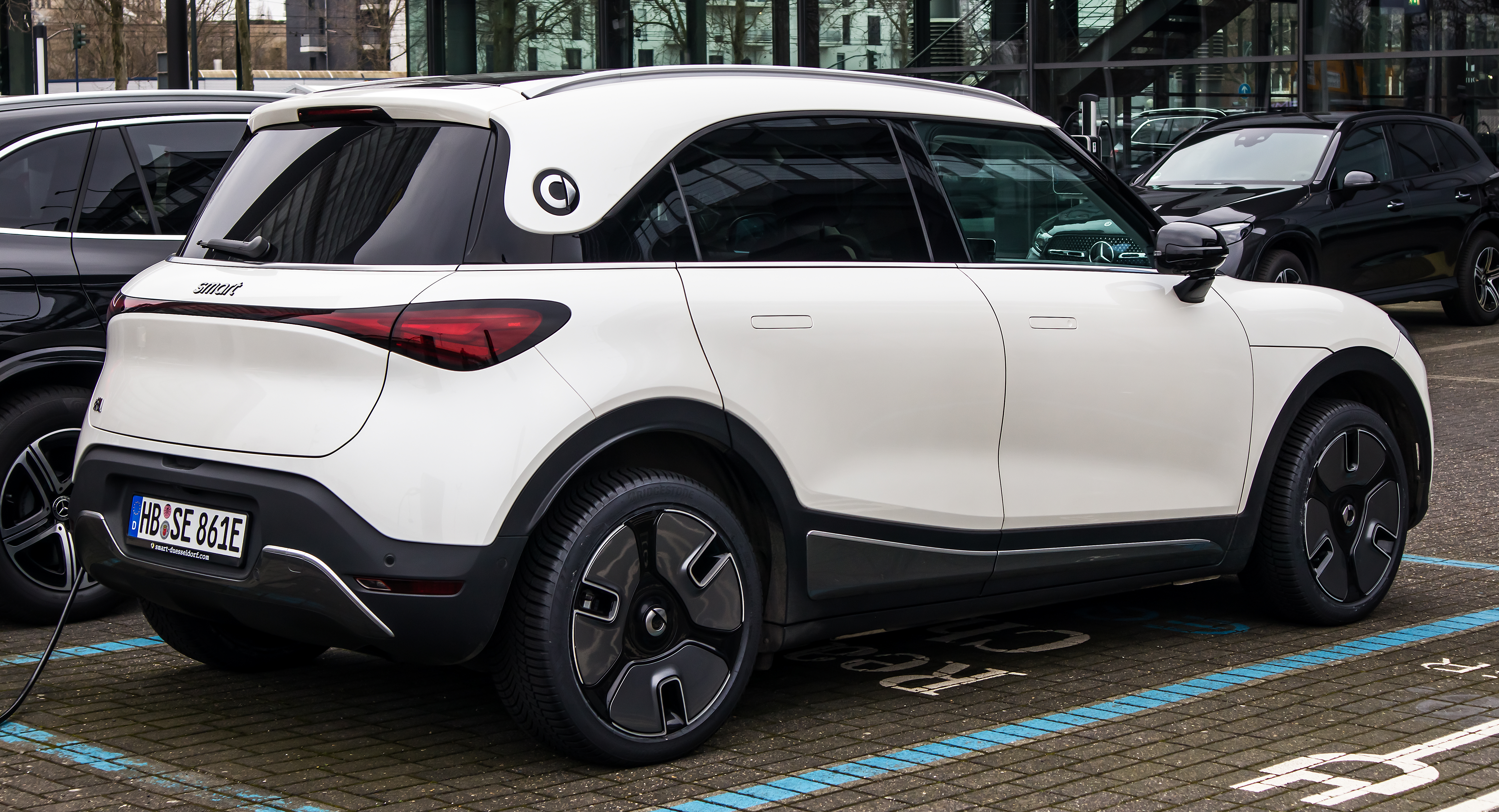
精灵#1后侧

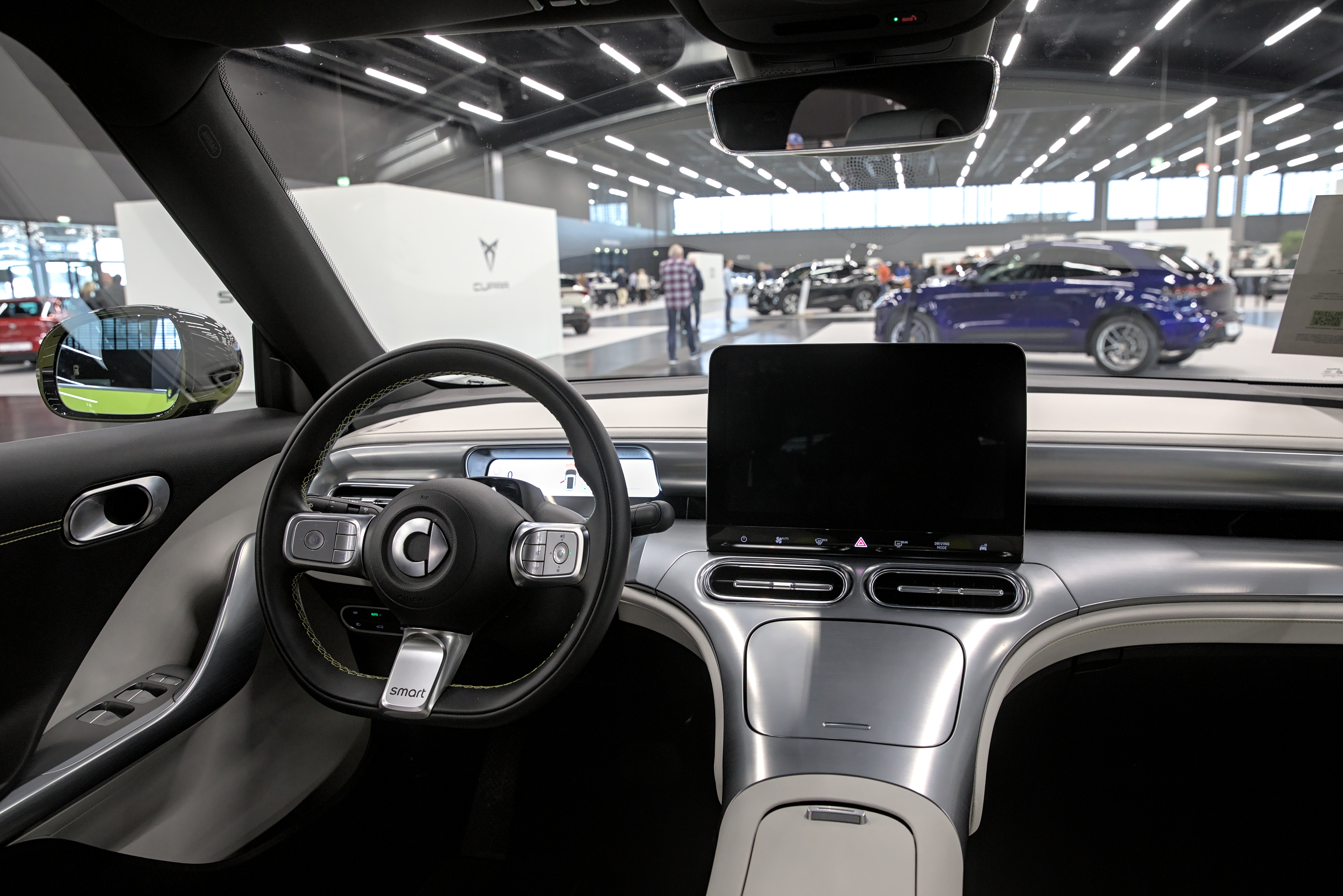
精灵#1内饰

精灵#1的车身由梅赛德斯-奔驰团队设计，采用笼式车身结构，高强度钢比例为74%，整车热成型钢比例为19%。该车前脸呈封闭式，采用贯穿式日行灯和三角形大灯灯组，配备隐藏式门把手、无边框车窗等。
在动力系统方面，精灵#1分为49 kWh镍钴锰酸锂和66 kWh三元锂两个电池版本，其永磁同步电驱最大功率可达200千瓦，峰值扭矩343牛米，百公里加速每小时6.7秒。最大续航里程可达560公里（根据中国CLTC标准）。
在内饰与硬件方面，精灵#1搭载高通骁龙8155芯片，配备12.8英寸的悬浮式中控大屏及smart OS车机系统。该车搭载23个高精度硬件，可实现23项智能辅助驾驶功能，同时配备1.3平米天幕、Beats音响系统、智能香氛系统、10英寸HUD抬头显示屏、手机无线充电插槽、脚踢式电动尾门、3.3千瓦反向充电等功能配置。

## 特别版

### #1 Brabus

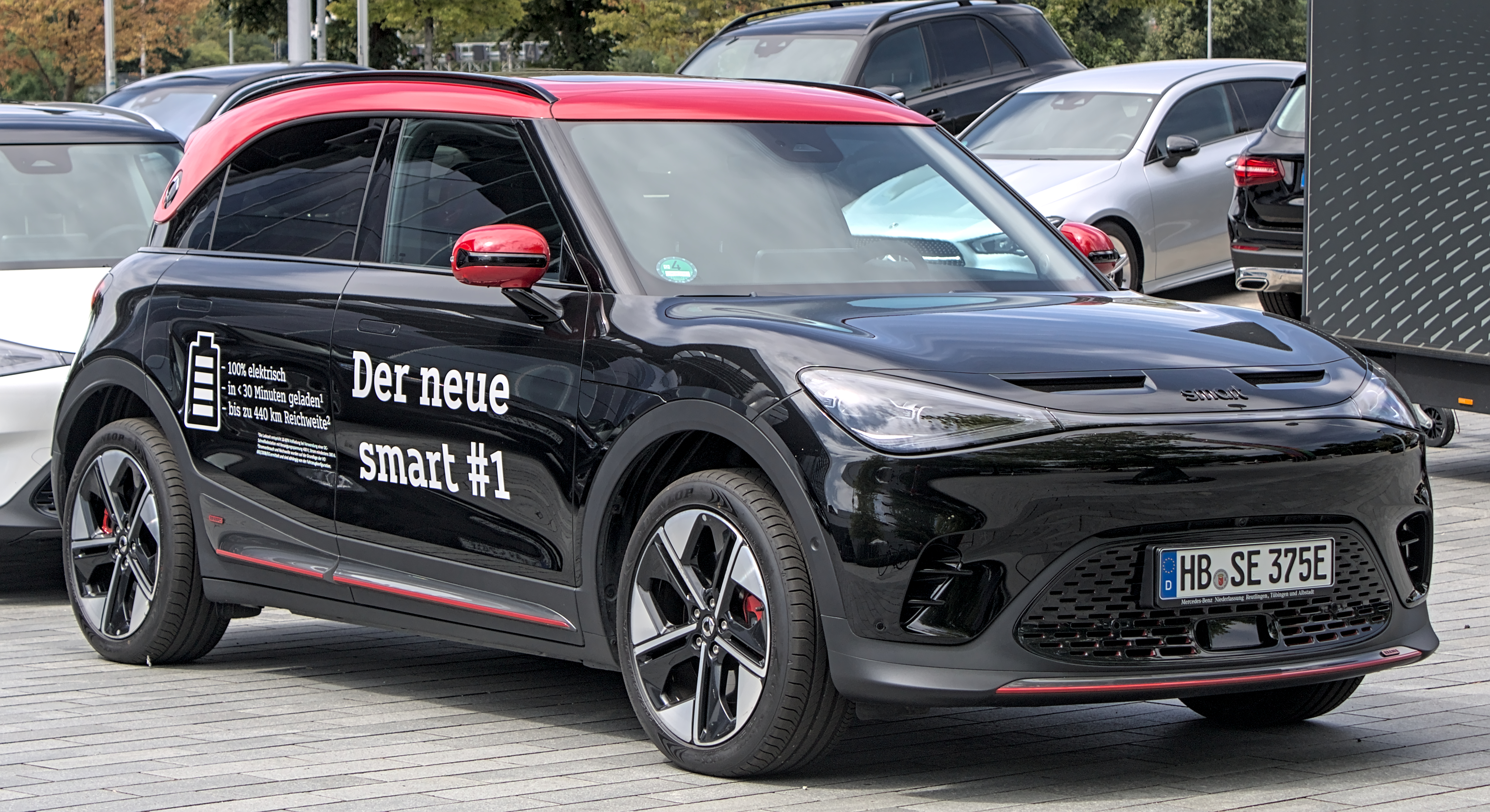
1. 1 Brabus

2022年8月，精灵#1推出与合作的高性能版，外观变化包括保险杠、进气口、门槛、后视镜盖、车顶上的红色装饰和改进的制动钳，以及哑光灰色外部饰面和黑色徽章。#1 BRABUS配备前后双电机，最大动力输出315 kW，峰值总扭矩543牛米，百公里加速3.9秒。

### #1 铂金版
精灵#1 铂金版于2023年10月21日上市。与普通版本相比，该版本共有6处金色元素，采用粒子白车身、日冕金车顶。

## 安全性
精灵#1于2022年秋季进行欧洲NCAP的安全测试，获得五星安全评价。